# Aumes
Aumes è un comune francese di 444 abitanti situato nel dipartimento dell'Hérault nella regione dell'Occitania.

## Storia

### Simboli
Lo stemma, adottato il 7 maggio 2003, riprende il blasone della famiglia de La Farelle,  signori del luogo, con alcune modifiche decise dall'amministrazione comunale: le porte e le finestre sono state aperte, la lingua dei leoni cambia da rosso ad argento e gli artigli da rosso a nero.

## Società

### Evoluzione demografica
Abitanti censiti